# Да Коста, Жаир
Жаир да Коста (порт. Jair da Costa; 9 июля 1940, Озаску — 26 апреля 2025) — бразильский футболист, чемпион мира 1962 года.

## Биография

### Клубная карьера
Жаир, воспитанник «Португезы», дебютировал на взрослом уровне в 1960 году. Вскоре к нему проявили интерес два миланских клуба. Однако, вскоре «Милан» отказался от подписания контракта с Жаиром, и в 1962 году бразилец перешел в «Интернационале». Из-за бюрократических проблем дебют форварда состоялся лишь 1 ноября в гостевом матче против «Дженоа». Уже на второй минуте Жаир поразил ворота соперника. «Интер» завершил тот матч со счетом 3:1, а по итогам сезона 1962/63 финишировал первым. Всего за семь сезонов в «Интере» Жаир выиграл четыре чемпионата Италии, два Кубка чемпионов, два Межконтинентальных кубка. В финале Кубка чемпионов 1965 года против «Бенфики», который был сыгран на «Сан-Сиро», именно Жаир забил единственный мяч в игре. Также Жаир выступал за «Рому» в сезоне 1967/68.
В 1972 году Жаир вернулся в Бразилию, чтобы играть вместе с Пеле за «Сантос». Вместе с клубом Жаир выиграл чемпионат штата Сан-Паулу в 1973 году. Последней командой нападающего стал канадский клуб «Уинсор Стар» из провинции Онтарио, где он окончил карьеру в 1976 году.

### Карьера в сборной
В сборной Бразилии Жаир провёл лишь одну игру, потому что на его позиции выступал Гарринча. К тому же до 1970-х ввиду сложностей с трансатлантическими перелётами тренеры сборной Бразилии неохотно вызывали игроков из европейских клубов, предпочитая им футболистов из местного чемпионата. Единственным матчем Жаира за сборную стала товарищеская игра против Уэльса 16 мая 1962 года в Сан-Паулу (3:1). Жаир вошёл в состав сборной для участия на чемпионат мира в Чили, где бразильцы победили, но на поле не выходил.

### Смерть
Скончался 26 апреля 2025 года.

## Достижения
- Чемпион мира: 1962
- Чемпион Италии: 1963, 1965, 1966, 1971
- Победитель Кубка чемпионов: 1964, 1965
- Обладатель Межконтинентального Кубка: 1964, 1965
- Чемпион штата Сан-Паулу: 1973